# 查利·凡科特
查利·凡科特（英語：Charlie Fancutt；1959年6月17日—）是一位已退役澳洲男網球運動員，在1982年1月4日取得個人單打排名新高的123名，而最高雙打排名則於1985年5月6日達到94名。

## 職業生涯
凡科特贏得了1976年澳洲網球公開賽男子青年組雙打冠軍。1981年溫布爾登網球錦標賽，他在第一輪苦戰五盤後，爆冷擊敗伊万·伦德尔晉級。1982年澳洲網球公開賽，他打進第四輪才輸給约翰·克里克而出局。1984年法國網球公開賽，他參加混合雙打並殺進半決賽。

## 個人生活
凡科特出生自網球世家，父親特雷弗·凡科特，母親达夫妮·西尼，兄弟克里斯和邁克爾均是職業網球員。

## 巡迴賽決賽及冠軍

### 雙打
| 賽事          |
| ------------- |
| 大滿貫 (0)    |
| ATP大師賽 (0) |
| ATP巡迴賽 (0) |
| 挑戰賽 (1)    |

| 賽果 | 日期      | 類型   | 巡迴賽               | 地面 | 拍擋              | 對手                        | 比分          |
| ---- | --------- | ------ | -------------------- | ---- | ----------------- | --------------------------- | ------------- |
| 負   | 1983年5月 | 挑戰賽 | 英國索伦特海峡旁利村 | 泥地 | 格雷格·怀特克罗斯 | 安德鲁·贾勒特 乔纳森·史密斯 | 6–3, 3–6, 6–4 |

## 外部連結
- 查利·凡科特（英文/西班牙文）的官方資料